# Francina Aina Catany
Francina Aina Catany (Llucmajor, Mallorca, segle xix - segle XX), coneguda com a Carretera, fou una glosadora mallorquina.
Catany publicà un bon nombre de versos de caràcter religiós. Els més destacats apreixen en els aplecs Cançons de quan davallaren la Mare de Déu de Gràcia a Llucmajor, per ses festes del Centenari de Sant Francesc del 1926 i Sa missió de l'any 1929 del 1929.